# Blaenau Gwent (circonscription du Parlement britannique)
Ne doit pas être confondue avec Blaenau Gwent, une circonscription du Senedd.
Pour les articles homonymes, voir Blaenau Gwent (homonymie).
Circonscription parlementaire de la 

Chambre des communes
Blaenau Gwent est une circonscription électorale britannique située au pays de Galles.

## Membres du parlement
| Élection | Élection | Membre       | Parti                        | Portrait |
| -------- | -------- | ------------ | ---------------------------- | -------- |
|          | 1983     | Michael Foot | Labour                       |          |
|          | 1992     | Llew Smith   | Labour                       |          |
|          | 2005     | Peter Law    | Indépendant                  |          |
|          | 2006     | Dai Davies   | Blaenau Gwent People's Voice |          |
|          | 2010     | Nick Smith   | Labour                       |          |

## Élections

### Élections dans les années 2010
| Élections générales de 2017: Blaenau Gwent |                    |                  |        |       |       |
| Parti                                      | Parti              | Candidat         | Votes  | %     | ±     |
|                                            | Labour             | Nick Smith       | 18,787 | 58.0  | 0.0   |
|                                            | Plaid Cymru        | Nigel Copner     | 6,880  | 21.2  | +12.2 |
|                                            | Conservateur       | Tracey West      | 4,783  | 14.8  | +4.0  |
|                                            | UKIP               | Dennis May       | 973    | 3.0   | -14.9 |
|                                            | Indépendant        | Vicki Browning   | 666    | 2.1   | n/a   |
|                                            | Libéral Démocrates | Cameron Sullivan | 295    | 0.9   | −1.0  |
| Majorité                                   | Majorité           | Majorité         | 11,907 | 36.8  | -3.3  |
| Participation                              | Participation      | Participation    | 32,419 | 63.28 |       |
|                                            | Labour hold        | Labour hold      | Swing  | 0.0   |       |

| Élections générales de 2015: Blaenau Gwent |                    |               |        |      |       |
| Parti                                      | Parti              | Candidat      | Votes  | %    | ±     |
|                                            | Labour             | Nick Smith    | 18,380 | 58.0 | +5.6  |
|                                            | UKIP               | Susan Boucher | 5,677  | 17.9 | +16.4 |
|                                            | Conservateur       | Tracey West   | 3,419  | 10.8 | +3.8  |
|                                            | Plaid Cymru        | Steffan Lewis | 2,849  | 9.0  | +4.9  |
|                                            | Green              | Mark Pond     | 738    | 2.3  | New   |
|                                            | Libéral Démocrates | Samuel Rees   | 620    | 2.0  | −8.2  |
| Majorité                                   | Majorité           | Majorité      | 12,703 | 40.1 | +5.3  |
| Participation                              | Participation      | Participation | 31,683 | 61.7 | −0.1  |
|                                            | Labour hold        | Labour hold   | Swing  | −5.4 |       |

| Élections générales de 2010: Blaenau Gwent, |                                       |                                       |        |       |       |
| Parti                                       | Parti                                 | Candidat                              | Votes  | %     | ±     |
|                                             | Labour                                | Nick Smith                            | 16,974 | 52.4  | +20.1 |
|                                             | Blaenau Gwent PV                      | Dai Davies                            | 6,458  | 19.9  | −38.2 |
|                                             | Libéral Démocrates                    | Matt Smith                            | 3,285  | 10.1  | +5.9  |
|                                             | Conservateur                          | Liz Stevenson                         | 2,265  | 7.0   | +4.7  |
|                                             | Plaid Cymru                           | Rhodri Davies                         | 1,333  | 4.1   | −2.4  |
|                                             | BNP                                   | Anthony King                          | 1,211  | 3.7   | N/A   |
|                                             | UKIP                                  | Michael Kocan                         | 488    | 1.5   | +1.0  |
|                                             | Socialist Labour                      | Alyson O'Connell                      | 381    | 1.2   | +1.2  |
| Majorité                                    | Majorité                              | Majorité                              | 10,516 | 32.5  |       |
| Participation                               | Participation                         | Participation                         | 32,395 | 61.8  | −4.4  |
|                                             | Labour vainqueur sur Blaenau Gwent PV | Labour vainqueur sur Blaenau Gwent PV | Swing  | +29.2 |       |

### Élections dans les années 2000
| Élection partielle de 2006: Blaenau Gwent, |                      |                            |        |      |       |
| Parti                                      | Parti                | Candidat                   | Votes  | %    | ±     |
|                                            | Indépendant          | Dai Davies                 | 12,543 | 46.2 | -12.0 |
|                                            | Labour               | Owen Smith                 | 10,055 | 37.0 | +4.7  |
|                                            | Plaid Cymru          | Steffan Lewis              | 1,755  | 6.5  | +4.1  |
|                                            | Libéral Démocrates   | Amy Kitcher                | 1,477  | 5.4  | +1.1  |
|                                            | Conservateur         | Margrit Williams           | 1,013  | 3.7  | +1.3  |
|                                            | Monster Raving Loony | Alan « Howling Laud » Hope | 318    | 1.2  | +1.2  |
| Majorité                                   | Majorité             | Majorité                   | 2,488  | 9.1  | −16.8 |
| Participation                              | Participation        | Participation              | 27,161 | 50.5 | −14.4 |
|                                            | Indépendant hold     | Indépendant hold           | Swing  | −8.4 |       |

| Élections générales de 2005: Blaenau Gwent, |                                  |                                  |        |      |       |
| Parti                                       | Parti                            | Candidat                         | Votes  | %    | ±     |
|                                             | Indépendant                      | Peter Law                        | 20,505 | 58.2 | +58.2 |
|                                             | Labour                           | Maggie Jones                     | 11,384 | 32.3 | −39.7 |
|                                             | Libéral Démocrates               | Brian Thomas                     | 1,511  | 4.3  | −5.0  |
|                                             | Plaid Cymru                      | John Price                       | 843    | 2.4  | −8.8  |
|                                             | Conservateur                     | Phillip Lee                      | 816    | 2.4  | −5.2  |
|                                             | UKIP                             | Peter Osborne                    | 192    | 0.5  | +0.5  |
| Majorité                                    | Majorité                         | Majorité                         | 9,121  | 25.9 |       |
| Participation                               | Participation                    | Participation                    | 35,251 | 66.1 | +6.6  |
|                                             | Indépendant vainqueur sur Labour | Indépendant vainqueur sur Labour | Swing  |      |       |

| Élections générales de 2001: Blaenau Gwent |                    |                  |        |      |       |
| Parti                                      | Parti              | Candidat         | Votes  | %    | ±     |
|                                            | Labour             | Llew Smith       | 22,855 | 72.0 | −7.4  |
|                                            | Plaid Cymru        | Adam Rykala      | 3,542  | 11.2 | +5.9  |
|                                            | Libéral Démocrates | Charles Townsend | 2,945  | 9.3  | +0.6  |
|                                            | Conservateur       | Huw Williams     | 2,383  | 7.5  | +0.9  |
| Majorité                                   | Majorité           | Majorité         | 19,313 | 60.8 | −9.9  |
| Participation                              | Participation      | Participation    | 31,725 | 59.5 | −12.8 |
|                                            | Labour hold        | Labour hold      | Swing  |      |       |

### Élections dans les années 1990
| Élections générales de 1997: Blaenau Gwent |                    |                     |        |      |      |
| Parti                                      | Parti              | Candidat            | Votes  | %    | ±    |
|                                            | Labour             | Llew Smith          | 31,493 | 79.5 | +0.5 |
|                                            | Libéral Démocrates | Geraldine Layton    | 3,458  | 8.7  | +2.3 |
|                                            | Conservateur       | Margrit A. Williams | 2,607  | 6.6  | −3.2 |
|                                            | Plaid Cymru        | Jim B. Criddle      | 2,072  | 5.2  | +0.4 |
| Majorité                                   | Majorité           | Majorité            | 28,035 | 70.7 | +1.5 |
| Participation                              | Participation      | Participation       | 39,630 | 72.3 | −5.8 |
|                                            | Labour hold        | Labour hold         | Swing  |      |      |

| Élections générales de 1992: Blaenau Gwent, |                    |                |        |      |      |
| Parti                                       | Parti              | Candidat       | Votes  | %    | ±    |
|                                             | Labour             | Llew Smith     | 34,333 | 79.0 | +3.1 |
|                                             | Conservateur       | David Melding  | 4,266  | 9.8  | −1.7 |
|                                             | Libéral Démocrates | Alistair Burns | 2,774  | 6.4  | −2.5 |
|                                             | Plaid Cymru (Green | Alun Davies    | 2,099  | 4.8  | +1.1 |
| Majorité                                    | Majorité           | Majorité       | 30,067 | 69.2 | +4.8 |
| Participation                               | Participation      | Participation  | 43,247 | 78.1 | +0.9 |
|                                             | Labour hold        | Labour hold    | Swing  | +2.4 |      |

### Élections dans les années 1980
| Élections générales de 1987: Blaenau Gwent |               |                |        |      |      |
| Parti                                      | Parti         | Candidat       | Votes  | %    | ±    |
|                                            | Labour        | Michael Foot   | 32,820 | 75.9 | +5.9 |
|                                            | Conservateur  | Andrew Taylor  | 4,959  | 11.5 | +0.3 |
|                                            | Libéral       | David McBride  | 3,847  | 8.9  | −6.2 |
|                                            | Plaid Cymru   | Stephen Morgan | 1,621  | 3.7  | +0.0 |
| Majorité                                   | Majorité      | Majorité       | 27,861 | 64.4 | +9.5 |
| Participation                              | Participation | Participation  | 43,247 | 77.2 | +0.4 |
|                                            | Labour hold   | Labour hold    | Swing  | +2.8 |      |

| Élections générales de 1983: Blaenau Gwent |                                  |                 |        |      |     |
| Parti                                      | Parti                            | Candidat        | Votes  | %    | ±   |
|                                            | Labour                           | Michael Foot    | 30,113 | 70.0 | N/A |
|                                            | Libéral                          | Gareth Atkinson | 6,488  | 15.1 | N/A |
|                                            | Conservateur                     | Talmai Morgan   | 4,816  | 11.2 | N/A |
|                                            | Plaid Cymru                      | Stephen Morgan  | 1,624  | 3.7  | N/A |
| Majorité                                   | Majorité                         | Majorité        | 23,625 | 54.9 | N/A |
| Participation                              | Participation                    | Participation   | 43,041 | 76.8 | N/A |
|                                            | Labour Vainqueur (nouveau siège) |                 |        |      |     |